# Damernas svikthopp i simhopp vid olympiska sommarspelen 1976
Damernas svikthopp i de olympiska simhoppstävlingarna vid de olympiska sommarspelen 1976 hölls den 19-20 juli i Olympic Pool, Montreal.

## Medaljörer
| Event             | Guld                  | Silver                     | Brons                        |
| 3 meter svikthopp | USA Jennifer Chandler | Östtyskland Christa Köhler | USA Cynthia Potter-McIngvale |

## Resultat
| Placering | Simhoppare                   | Kval   | Kval      | Final            |
| Placering | Simhoppare                   | Poäng  | Placering | Poäng            |
| --------- | ---------------------------- | ------ | --------- | ---------------- |
| 1         | Jennifer Chandler (USA)      | 463,32 | 1         | 506,19           |
| 2         | Christa Köhler (GDR)         | 441,90 | 6         | 469,41           |
| 3         | Cynthia Potter (USA)         | 455,16 | 3         | 466,83           |
| 4         | Heidi Ramlow-Becker (GDR)    | 445,08 | 5         | 462,15           |
| 5         | Karin Guthke (GDR)           | 441,03 | 7         | 459,81           |
| 6         | Olga Dmitrijeva (URS)        | 447,33 | 4         | 432,24           |
| 7         | Irina Kalinina (URS)         | 434,28 | 8         | 417,99           |
| 8         | Barbara Nejman (USA)         | 455,49 | 2         | 365,07           |
| 9         | Beverly Boys (CAN)           | 420,57 | 9         | Gick inte vidare |
| 10        | Ursula Sapp (FRG)            | 417,63 | 10        | Gick inte vidare |
| 11        | Ulrika Knape-Lindbergh (SWE) | 416,94 | 11        | Gick inte vidare |
| 12        | Agneta Henriksson (SWE)      | 404,19 | 12        | Gick inte vidare |
| 13        | Helen Koppell (GBR)          | 396,96 | 13        | Gick inte vidare |
| 14        | Teri York (CAN)              | 393,36 | 14        | Gick inte vidare |
| 15        | Madeline Barnett (AUS)       | 391,77 | 15        | Gick inte vidare |
| 16        | Tatjana Podmarjeva (URS)     | 387,39 | 16        | Gick inte vidare |
| 17        | Eniko Kiefer (CAN)           | 383,13 | 17        | Gick inte vidare |
| 18        | Rikiko Yamanaka (JPN)        | 381,96 | 18        | Gick inte vidare |
| 19        | Renate Piotraschke (FRG)     | 377,49 | 19        | Gick inte vidare |
| 20        | Susanne Wetteskog (SWE)      | 369,15 | 20        | Gick inte vidare |
| 21        | Rebecca Ewert (NZL)          | 352,62 | 21        | Gick inte vidare |
| 22        | Elizabeth Jack (AUS)         | 348,54 | 22        | Gick inte vidare |
| 23        | Norma Baraldi (MEX)          | 336,12 | 23        | Gick inte vidare |
| 24        | Fusako Kakumaru (JPN)        | 330,54 | 24        | Gick inte vidare |
| 25        | Carmen-Belen Nuñez (ESP)     | 318,66 | 25        | Gick inte vidare |
| 26        | Aura Dinisio (VEN)           | 293,04 | 26        | Gick inte vidare |
| 27        | Peri Suzan Özkum (TUR)       | 274,44 | 27        | Gick inte vidare |